# Il-Kalkara
Il-Kalkara (engelska: Kalkara) är en ort och kommun i republiken Malta. Den ligger på ön Malta, 2 kilometer sydost om huvudstaden Valletta. 